# Албегов, Станислав
Станислав Албегов (9 марта 1974, Беслан, Северо-Осетинская АССР, РСФСР, СССР — неизвестно, неизвестно) — российский борец вольного стиля, двукратный чемпион России, мастер спорта России международного класса. По национальности — осетин.

## Карьера
В детстве вместе с друзьями пришёл в бесланский борцовский зал Дворца культуры, где тренировался под его руководством тренера Таймураза Ходова. В составе сборной Северной Осетии одержал победу на первенстве РСФСР среди юношей в Москве в весовой категории до 74 кг. На следующий год Станислав вновь повторяет свой успех становясь двукратным чемпионом РСФСР. Далее он одержал победу на первенстве СССР среди юношей в весовой категории до 74 кг. В июне 1992 года она становится в колумбийском городе Кали, одержал все 6 побед, стал чемпионом мира среди юношей. В 1994 году в Санкт-Петербурге, одолев в финале Расула Катиновасова, стал чемпионом России. В августе 1994 года в финале молодёжного чемпионата Европы в финском Куортане уступил Эльдару Асанову из Украины и стал серебряным призёром. В финале чемпионата России 1995 года в Перми одолел Хаджимурада Магомедова из Дагестана, и во второй раз стал чемпионом России. В сентябре 1995 года, победив иранца Алирезе Хейдари, стал победителем первых Всемирных военных игр в Риме. В 1998 году принял гражданство Таджикистана, в составе которой пробовал пройти отбор на Олимпийские игры в Сидней, но потерпел неудачу.

## Спортивные результаты
- Чемпионат мира по борьбе среди юниоров 1992 — ;
- Чемпионат России по вольной борьбе 1994 — ;
- Чемпионат Европы по борьбе среди молодёжи 1994 — ;
- Чемпионат России по вольной борьбе 1995 — ;
- Всемирные военные игры 1995 — ;
- Чемпионат мира по борьбе 1995 — 8
- Чемпионат России по вольной борьбе 1996 — 4;